# Александровский (Верхнеуральский район)
Александровский — посёлок в Верхнеуральском районе Челябинской области России. Входит в состав Карагайского сельского поселения.

## География
Расположен в северо-западной части района, у истоков реки Узельги. В 3 км к северу находится озеро Гнилое. В 3 км к западу проходит граница с Республикой Башкортостан. Расстояние до районного центра города Верхнеуральска 47 км.

## История
Основан в 1906 году на дополнительный наделе поселка Александровского Новолинейного района в черте станицы Полоцкой, ранее здесь располагался хутор Александрова, отсюда название. 
В 1930 году организован колхоз «Красный уралец».

## Население
| 2002 | 2010 |
| ---- | ---- |
| 302  | ↘269 |

(в 1926 — 243, в 1966 — 179, в 1970 — 192, в 1983 — 117, в 1995 — 234)

## Улицы
- Верхняя,
- Мира,
- Нижняя,
- Труда.

## Инфраструктура
- Фельдшерско-акушерский пункт.